# Episparis semicaecata
Episparis semicaecata là một loài bướm đêm trong họ Erebidae.